# گمینا پروشچ گدانگسکی
گمینا پروشچ گدانگسکی (به لهستانی:  Gmina Pruszcz Gdański) یک گمینا در لهستان است که در شهرستان گدانسک واقع شده‌است. گمینا پروشچ گدانگسکی ۱۴۲٫۵۶ کیلومتر مربع مساحت و ۱۶٬۹۹۲ نفر جمعیت دارد.